# Lynn Shelton
Lynn Shelton (Oberlin, Ohio, 27 de agosto de 1965 - Los Ángeles, California, 16 de mayo de  2020) fue una directora de cine estadounidense conocida por escribir, dirigir y producir películas como Humpday y Your Sister's Sister.

## Comienzos
Creció en Seattle. Ella se describe como una niña audaz, pero que después, en la adolescencia, perdió la confianza en su creatividad. Esta experiencia contribuyó a un tema que explora en su película de 2005 We Go Way Back.
Después de la secundaria, Shelton asistió al Oberlin College en Ohio y luego a la escuela dramática de la Universidad de Washington. Posteriormente se trasladó a Nueva York y realizó el Master's of Fine Arts, sobre fotografía y medios relacionados en la School of Visual Arts en Manhattan. Su profesora en la tesis fue Peggy Ahwesh.
Comenzó a trabajar en la industria cinematográfica como editora e hizo una serie de cortometrajes experimentales que han sido descritos como «logrados» y que le han proporcionado la base para el «control sutil, casi antropológico» ejercida en su posteriores obras.
Alguno de los trabajos que tuvo que realizar para sostenerse en el mundo del cine fue en una trainera en el Mar de Bering.

## Carrera cinematográfica
En 2004 comenzó a dirigir y escribir su primer largometraje, We Go Way Back. Descrita como «fina» e «impresionista», la cinta presenta a la actriz de 23 años, Kate, enfrentada con su propia imagen a los 13 años. El diálogo entre ambas Kate comienza en su memoria y el clímax en una aparición con el espectro de su propia, reprimida y precoz juventud. We Go Way Back es propiedad de Geisha Years, LLC, y actualmente se encuentra buscando distribución.
El film de Shelton Humpday fue premiado en el Sundance, y adquirido por Magnolia Pictures, además se mostró en Cannes, SIFF, South by Southwest y algunos otros festivales. Se estrenó en las salas en New York y Seattle el 10 de julio de 2009.
En junio de 2013 rodó la comedia negra Laggies, en la cual participaron las estrellas Keira Knightley, Chloë Grace Moretz, Sam Rockwell y Mark Webber, y que fue presentada en enero de 2014 en el festival de Sundance

## Vida privada
Shelton se declaró bisexual en 2012. Estuvo casada con Kevin Seal, presentador de televisión, con quien tuvo un hijo, Milo. Estuvo en una relación con el actor Marc Maron hasta su muerte el 16 de mayo del 2020, a los 54 años a consecuencia de una enfermedad hematológica.

## Filmografía
| Año  | Título                   | Notas               |
| ---- | ------------------------ | ------------------- |
| 2019 | Sword of Trust           | También actriz      |
| 2017 | Outside In               |                     |
| 2014 | Laggies                  |                     |
| 2013 | Touchy Feeling           |                     |
| 2011 | Your Sister's Sister     |                     |
| 2009 | Humpday                  | Productora, actriz  |
| 2008 | My Effortless Brilliance | Productora, editora |
| 2006 | We go way back           |                     |

| Año  | Título                    | Notas       |
| ---- | ------------------------- | ----------- |
| 2020 | Little Fires Everywhere   | 4 episodios |
| 2020 | Marc Maron: End Times Fun | Especial    |
| 2019 | The Morning Show          | 1 episodio  |
| 2019 | Dickinson                 | 2 episodios |
| 2019 | GLOW                      | 5 episodios |
| 2019 | A. P. Bio                 | 2 episodios |
| 2018 | Love                      | 4 episodios |
| 2017 | Fresh off the boat        | 9 episodios |
| 2017 | Ghosted                   | 1 episodio  |
| 2017 | Marc Maron: Too real      | Especial    |
| 2017 | Casual                    | 3 episodios |
| 2017 | Santa Clarita Diet        | 1 episodio  |
| 2017 | The Good Place            | 1 episodio  |
| 2016 | Maron                     | 2 episodios |
| 2016 | Shameless                 | 1 episodio  |
| 2015 | Master of None            | 2 episodios |
| 2015 | The Mindy Project         | 2 episodios |
| 2014 | New Girl                  | 5 episodios |
| 2012 | Ben and Kate              | 1 episodio  |
| 2010 | Mad Men                   | 1 episodio  |
| 2010 | $5 Cover: Seattle         |             |

## Premios
- Gran Premio del Jurado a Mejor Película y Premio a la Mejor Fotografía por We Go Way Back, en el Slamdance Film Festival, 2006.[13]
- Premio Especial del Jurado por su excelente dirección en My Effortless Brilliance, en el Atlanta Film Festival, 2008.[14]
- Premio Genius por su trayectoria del diario The Stranger, 2008.[5]
- Premio Especial del Jurado Espíritu Independiente por Humpday, en el Sundance, 2009.[15]
- Premio Acura Someone to Watch Award de Independent Spirit Awards, 2009.[16]